# 배스인더그래스
배스인더그래스(BASSINTHEGRASS)는 오스트레일리아의 음악제이다. 노던 준주에서 가장 큰 음악 축제로, 2003년부터 매년 노던 테리토리 주도에서 개최되어 왔다. 이 축제는 노던 준주 정부가 노던 테리토리 메이저 이벤트 컴퍼니(Northern Territory Major Events Company)를 통해 운영하는데, 이는 마틴 전 정부가 노던 준주에 유명 밴드를 유치하고 지역 재능을 선보이기 위해 추진했던 프로젝트의 일환이다. 배스인더그래스는 개최 이후 빠르게 성장하여 2007년에는 티켓 수 제한이 시행되었다. 자매 축제인 배스인더더스트(Bassinthedust)는 2004년부터 앨리스스프링스에서 개최되었으나 2008년에 중단되었다.